# Adventskyrkan, Hallsberg

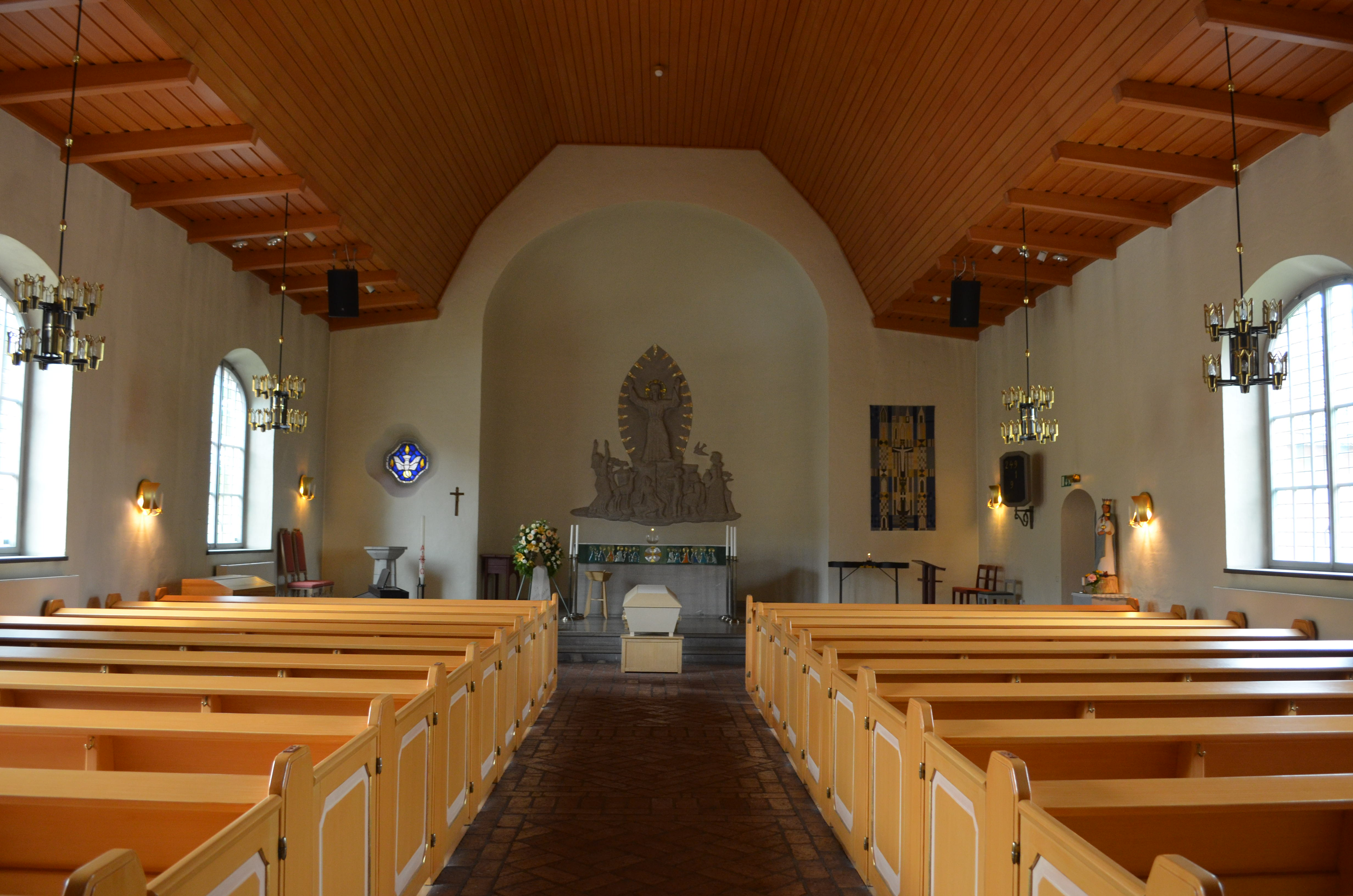
Adventskyrkan i Hallsberg, kyrksalen

Adventskyrkan är en kyrkobyggnad centralt belägen i Hallsberg som tillhör Hallsbergs församling.

## Historik
Tidigt kom man fram till att det behövdes en till kyrka i Hallsberg eftersom sockenkyrkan låg flera kilometer från centrum. Tack vare en aktiv syförening kunde tillräckligt med pengar samlas ihop så man fick råd med en ny kyrka.

## Kyrkobyggnaden
Kyrkan uppfördes 1944 i nationalromantisk stil och invigdes tredje söndagen i advent (17 december), samma år, av biskop Gustaf Aulén. Arkitekt var Lars Arborelius. Kyrkan är murad och består av rektangulärt långhus med torn i öster. Ytterväggarna är täckta med puts som är svagt rosafärgad. Alla takfall är täckta med skifferplattor. Huvudingången finns i öster och går genom tornet. I väster finns en utbyggnad för altaret. I nordost finns en sakristia som är tillbyggd 1991. Gamla sakristian är numera arbetsrum.
I korets södra sida finns en dopplats med en dopfunt och ett fönster ovanför med en glasmålning utförd efter ritningar av arkitekt Erik Ulrich.

## Orgel
- 1944 bygger E A Setterquist & Son, Örebro en orgel med 9 stämmor fördelade på två manualer och pedal.
- 1965 bygger Paul Ott, Göttingen, Tyskland. en orgel med 17 stämmor fördelade på två manualer och pedal.
- 1997 om- och tillbyggd av A. Mårtenssons Orgelfabrik AB, Lund.

| Man I. Ryggpositiv | Man II. Huvudverk | Man III. Svällverk  | Pedal        | Koppel |
| ------------------ | ----------------- | ------------------- | ------------ | ------ |
| Gedackt 8'         | Rörflöjt 8'       | Gedackt 16'         | Subbas 16'   | III/II |
| Koppelflöjt 4'     | Principal 4'      | Flöjtprincipal 8'   | Oktava 8'    | III/I  |
| Principal 2'       | Borduna 4'        | Voix céleste 8'     | Rörflöjt 4'  | I/II   |
| Gemshorn 2'        | Waldflöjt 2'      | Borduna 8'          | Nachthorn 2' | III/P  |
| Nasat 1 1/3'       | Cornett 2 chor    | Salicional 8'       | Fagott 16'   | II/P   |
| Musette 8'         |                   | Flûte harmonique 4' | Skalmeja 4'  | I/P    |
| Tremulant          |                   | Piccolo 2'          |              |        |
|                    |                   | Sivflöjt 1'         |              |        |
|                    |                   | Oboe 8'             |              |        |
|                    |                   | Tremulant           |              |        |

### Webbkällor
- byggnadspresentation
- Hallsbergs församling informerar om kyrkan